# Al Ahed Sporting Club
El Al Ahed (en árabe: نادي العهد الرياضي‎) es un club de fútbol de la ciudad de Beirut (Líbano). Fue fundado en 1966 y juega en la Primera División de Líbano.

## Historia
El equipo fue fundado en 1966. Ganó su primer título de Liga en 2008.

## Palmarés

### Nacional
- Lebanese Premier League (9): 2007–08, 2009–10, 2010–11, 2014–15, 2016–17, 2017–18, 2018–19, 2021-22, 2022-23
- Lebanese FA Cup (6): 2003–04, 2004–05, 2008–09, 2010–11, 2017–18, 2018–19
- Lebanese Super Cup (7): 2008, 2010, 2011, 2015, 2017, 2018, 2019
- Lebanese Elite Cup (5): 2008, 2010, 2011, 2013, 2015
- Lebanese Federation Cup (1): 2004

### Continental
- AFC Cup (1): 2019

## Al Ahed en competiciones internacionales
- AFC Cup: 10 appearances

2005: Cuartos de final
2006: Fase de grupos
2009: Fase de grupos
2010: Fase de grupos
2011: Dieciseisavos
2012: Fase de grupos
2016: Semifinales
2018: Semifinales zonales
2019: Campeones
2020:

## Uniforme
- Uniforme titular: Camiseta amarilla y negra, pantalón negro y medias negras.
- Uniforme alternativo: Camiseta blanca con bandas rojas a los lados, pantalón blanco y medias blancas.

El patrocinador del equipo es la televisión Al-Manar.

## Estadio
El Al Ahed juega en el Estadio Municipal de Beirut. Tiene capacidad para 18.000 personas. 